# Lobaria corrosa
Lobaria corrosa är en lavart som först beskrevs av Erik Acharius, och fick sitt nu gällande namn av Vain. Lobaria corrosa ingår i släktet Lobaria och familjen Lobariaceae.   Inga underarter finns listade i Catalogue of Life.